# 新潟県道308号高瀬上関線
新潟県道308号高瀬上関線（にいがたけんどう308ごう たかせかみせきせん）は、新潟県岩船郡関川村内を通る一般県道である。

## 概要

### 路線データ
- 起点：新潟県岩船郡関川村大字湯沢
- 終点：新潟県岩船郡関川村大字上関（国道113号・新潟県道272号黒俣越後下関停車場線・新潟県道307号湯沢上関線交点）

## 地理

### 通過する自治体
- 新潟県岩船郡関川村

### 接続する道路
- 関川村道（起点：関川村大字湯沢、「高瀬温泉」付近）
- 新潟県道307号湯沢上関線（関川村大字湯沢（「ケアハウスせきかわ」東方） - 関川村大字上関（終点）で重複）
- 国道113号・新潟県道272号黒俣越後下関停車場線（終点：関川村大字上関、「上関交差点」西方）

### 周辺
- JR米坂線 越後下関駅
- 関川村国民健康保険 関川診療所
- 関川村役場
- 関川村立関川中学校
- 関川村立関川小学校
- 村上信用金庫 関川支店
- JAにいがた岩船 関川支店
- 関川郵便局
- フレッシュはなだてや（スーパーマーケット）
- えちごせきかわ温泉郷
  - 高瀬温泉
- 道の駅関川
- 荒川